# Titti Marrone
Titti Marrone all'anagrafe Nunzia Marrone (Napoli, 1952) è una giornalista e scrittrice italiana.
Giornalista dal 1980, scrive articoli e libri. Ama la letteratura, la storia, il confronto delle idee, il teatro, il cinema, i viaggi, sua figlia e le sue due nipotine, i suoi studenti, la libreria Iocisto. I suoi maestri sono stati Pasquale Villani, Manlio Rossi Doria, Enzo Biagi, Gustaw Herling, Vittorio Foa.

## Biografia
Ha studiato all’università Federico II di Napoli dove si è laureata in Lettere e Filosofia. La sua tesi di laurea ha ricevuto nel 1976 uno dei premi di meridionalistica della Svimez. Nel 1976-77 è stata borsista dell’Istituto Campano per la Storia della Resistenza e dell’Istituto italiano per gli Studi Storici Benedetto Croce. Al giornalismo è arrivata con il primo concorso a borse di studio indetto dalla FIEG-FNSI nel 1980.
È stata responsabile delle pagine culturali de Il Mattino di Napoli dal 1993 al 2005, ha poi lavorato nell'ufficio del redattore capo centrale. È autrice di saggi, romanzi e racconti apparsi in varie raccolte, recensioni, commenti e editoriali sul Mattino.
Ha lavorato ai servizi informativi radiofonici del Centro Rai di Napoli (1979), ha collaborato ai testi del Il Fatto e di Cara Italia di Enzo Biagi, all'Huffington Post con un blog, a vari quotidiani ed a riviste letterarie, si è occupata e si occupa di storia delle idee e della cultura, letteratura, politica, teatro, storia e sociologia dei media.
Come professore a contratto, ha insegnato Teorie, tecniche e Storia del giornalismo dal 1996 all’Università di Salerno, alla facoltà di Sociologia della Federico II, all'Istituto Universitario Orientale, al Master di giornalismo del Suor Orsola Benincasa. Dal 2015 insegna al corso di laurea in Scienze della comunicazione del Suor Orsola Benincasa.
Ha ricevuto vari riconoscimenti tra cui, per il romanzo “Se solo il mio cuore fosse pietra” (Feltrinelli 2022), il Premio Napoli per la narrativa e il Clara Sereni (Giuria popolare - Sezione Editi) nel 2022, il premio Croce nel 2023; per lo stesso romanzo è stata finalista al Premio Alassio Centolibri - Un autore per l'Europa nel 2022. Ha ricevuto anche il Premio Ischia-Domenico Rea (2004), il Premio internazionale per il giornalismo civile dell’Istituto Italiano per gli Studi Filosofici (1997), il premio giornalistico Armando De Simone (2009), il Premio letterario Elio Vittorini e il Premio Minerva(2013), L'Iguana (2019 e 2022), Il Candelaio (2022) e il premio Procida - Concetta Barra (2023).
Ha scritto: sul Sud (“Campagne e movimento contadino nel Mezzogiorno d’Italia”, De Donato 1979, con Pasquale Villani “Riforma agraria e questione meridionale”, De Donato 1981), sul teatro ("Il mestiere di regista teatrale", Marcon 1990), sul postcomunismo (“Controluce”, con Gustaw Herling, ed. Pironti 1995, Marotta&Cafiero 2022), sulle speranze di cambiamento all’epoca del primo mandato amministrativo di Bassolino a Napoli (“Il sindaco”, ed. Rizzoli 1996), su Napoli ("Omaggio a Napoli", Alinari 2006).
Il reportage narrativo sulla Shoah del 2003 “Meglio non sapere”, ed. Laterza, giunto nel 2019 alla nona edizione, è stato riedito nel 2023 da Feltrinelli e tradotto in tedesco e pubblicato in Germania da S. Marix Verlag nello stesso anno. Da Mondadori nell'aprile 2013 è uscito il suo primo romanzo, “Il tessitore di vite”. Per i tipi della libreria popolare napoletana Iocisto, di cui è uno dei fondatori e animatori, ha curato la raccolta di racconti di scrittori italiani “Ho sete ancora”, dedicata a Pino Daniele. Da IacobelliEditore è uscito il romanzo “La donna capovolta” (marzo 2019, segnalato al Premio Strega).  Suoi libri sono stati pubblicati in Polonia e Germania. “Se solo il mio cuore fosse pietra” è stato pubblicato in Gran Bretagna nel 2024 da Bonnier col titolo "The Children of Lingfield House". Nel febbraio 2025 è uscito da Feltrinelli il romanzo "Primmammore".

## Opere

### Romanzi e racconti
- Meglio non sapere, Laterza, 2003 ISBN 9788842070443 ISBN 9788842078883; ripubblicato nel 2023 da Feltrinelli ISBN 9788807898167; ed. tedesca Besser nichts wissen, trad. di Klaudia Ruschkowski, S. Marix Verlag, Wiesbaden, 2023 ISBN 9783737412148
- Il tessitore di vite, Mondadori, 2013 ISBN 9788804624868
- Quando, in: AA.VV., Ho sete ancora - 16 scrittori per Pino Daniele, Iocisto Edizioni, 2015 ISBN 9788894093315
- La donna capovolta, Iacobelli, 2019 ISBN 9788862524537
- L'arte di rinascere, in AA.VV., Cento Edgar Morin, Mimesis 2021 ISBN 9788857578927
- Se solo il mio cuore fosse pietra, Feltrinelli, 2022 ISBN 9788807034794; ed. inglese The Children of Lingfield House, trad. di Stella Brook-Young, Bonnier Books, 2024 ISBN 9781786583192
- L’ebbrezza del leader, in: AA. VV, Campania - una risata ci seppellirà, Les Flâneurs, 2023 ISBN 9791254511251
- La guerra di Papele, in: Le giornate della libertà - racconti e memoria, Dante&Descartes, 2023
- Primmammore, Feltrinelli, 2025 ISBN 9788807036408

### Saggi e introduzioni
- Il movimento contadino in Campania, in: AA.VV., Campagne e movimento contadino nel Mezzogiorno d’Italia, De Donato, 1979
- Riforma agraria e questione meridionale (con Pasquale Villani), De Donato, 1981
- Il mestiere di regista teatrale, Marcon, 1990
- Controluce. Letteratura e totalitarismi (con Gustav Herling), Pironti, 1995 ISBN 9788879371377 – Marotta e Cafiero, 2022 ISBN 9788831379458
- Il sindaco - Storia di Antonio Bassolino, Rizzoli, 1996 ISBN 9788817844789
- Introduzione a: Lettere dei condannati a morte della rivoluzione napoletana, Magmata, 1999
- Omaggio a Napoli, Alinari, 2006 ISBN 9788872925096
- Introduzione a: Tommaso Sinigallia, Nove mesi sui monti Aurunci nelle mani dei tedeschi, ESI, 2018 ISBN 9788849537345
- I volti di Napoli in: Franco Bevilacqua, Napoli in persona, Arte’, 2020 ISBN 9788856907414
- Le due Fabrizie, in: P. Nitido, Le vite degli altri abitano la mia, Fridericiana ed. universitaria, 2021 ISBN 9788883381669
- Il figlio sbagliato, Introduzione a: Eduardo Scarpetta, Ultima parodia, Succedeoggi Libri, 2021 ISBN 9788899467081
- Re Tullio, in: AA. VV., Elogio di Tullio Pironti, Langella, 2023
- Introduzione a: L'alluvione di Firenze nelle foto dell'Agenzia Elio Sorci, Nomos Edizioni, Busto Arsizio, 2023 ISBN 9791259581624